# لی سونگ جه
لی سونگ جه (زاده ۲۳ اوت ۱۹۷۰) یک هنرپیشه اهل کره جنوبی است. از جمله آثار قابل توجه او می‌توان به فیلم‌های موزه هنر توسط باغ وحش، حمله به پمپ گاز، سگ‌هایی که پارس می‌کنند، هرگز گاز نمی‌گیرند و ماه را لگد کرد و همچنین مجموعه تلویزیونی دروغ، گواهینامه یک همسر، آیینه جادوگر و خاطرات یک دادستان اشاره کرد.

## حرفه
لی سونگ جه در مدت کوتاهی به یکی از بازیگران همه‌کاره و محبوب سینمای کره تبدیل شد. پس از مدتی کار در تلویزیون (اولین کار او درام ام‌بی‌سی The Love of Two Women بود)، کار سینمایی خود را با کمدی رمانتیک هنر موزه توسط باغ وحش در مقابل سوپراستار شیم یون‌ها آغاز کرد. موفقیت این فیلم مورد توجه قرار گرفت و باعث شد که نقش‌های بیشتری به او پیشنهاد شود.